# Gabriela Salas Cabrera
Gabriela Salas Cabrera (Chapulhuacán, Hidalgo; 6 de junio de 1996) es  ingeniera y maestra en tecnologías de la información, científica de datos, programadora orientada a objetos e inteligencia artificial y promotora de las lenguas indígenas mexicana. Originaria de una comunidad yuto-nahua en el estado de Hidalgo, es reconocida por su aporte para integrar el idioma náhuatl en la plataforma Google Traductor. Su trabajo combina la tecnología y la preservación cultural, y ha sido destacada entre las mujeres más influyentes del mundo en el ámbito científico-tecnológico.

## Biografía
Gabriela Salas Cabrera nació en el municipio de Chapulhuacán, Hidalgo, México. Perteneciente al pueblo indígena nahua, creció hablando náhuatl como lengua materna (enseñada por su madre) y aprendió además español, inglés y tének. En su niñez enfrentó tradiciones locales que intentaron concertar su matrimonio a la temprana edad de 12 años, ofreciendo tierras y ganado a su familia; su padre rechazó tales propuestas para que ella pudiera continuar con su educación.
Desde joven mostró interés por las ciencias y la medicina tradicional. En un principio deseaba ser partera, inspirada por una de sus abuelas, y consideró estudiar ginecología. Sin embargo, las limitaciones económicas y las oportunidades disponibles la llevaron a optar por la ingeniería, sin perder el apoyo de su familia. Salas Cabrera ha señalado que su madre, al legarle la lengua náhuatl, despertó en ella la pasión por preservar ese patrimonio cultural. De hecho, en su pueblo actualmente solo quedan dos hablantes de náhuatl: la propia Gabriela y su madre, situación que la motivó a involucrarse activamente en rescatar su lengua originaria.

## Estudios
Salas Cabrera cursó la carrera de Ingeniería en Tecnologías de la Información en la Universidad Tecnológica de Tula-Tepeji, en Hidalgo, obteniendo el título de ingeniera en TI. Gracias a una beca académica continuó su formación de posgrado en la Ciudad de México, donde realizó una maestría en Inteligencia Artificial en la Universidad Abierta y a Distancia de México. Además, complementó su perfil tecnológico con una especialidad en hematología, reflejando su interés en la aplicación de la ciencia de datos al ámbito de la salud. A raíz del fallecimiento de su padre a causa de leucemia, orientó su trabajo hacia el análisis de datos sanitarios y el desarrollo de herramientas destinadas a mejorar la calidad de vida de pacientes con enfermedades crónicas. Paralelamente, inició estudios de licenciatura en Matemáticas en la Universidad Abierta y a Distancia de México (UNADM), buscando ampliar sus fundamentos teóricos en ciencia exacta. En años recientes, Gabriela Salas se trasladó a España para proseguir con su formación avanzada: actualmente cursa un Máster en Ciencia de Datos en la Universidad Politécnica de Madrid, consolidando así su preparación internacional en el campo de la inteligencia artificial, el análisis de datos y lingüística computacional.

## Trayectoria profesional
En 2024, Gabriela Salas colaboró con Google en un proyecto pionero para incorporar el idioma náhuatl al servicio de traducción Google Translate. Tras responder a una convocatoria de la empresa, aportó una base de datos propia con vocabulario náhuatl recolectado a lo largo de años, la cual resultó fundamental para desarrollar la nueva función de traducción automática en esta lengua. En aquel equipo multidisciplinario de lingüistas, antropólogos y programadores, Salas Cabrera destacó como la única mujer, aportando una valiosa perspectiva al proyecto. Su contribución culminó con la adición exitosa del náhuatl a Google Translate, un hito tecnológico y cultural que beneficia a una comunidad de más de 1.6 millones de hablantes de esa lengua en México. Como parte de la difusión de este logro, impartió una conferencia en Google México titulada “Rescate de Lenguas Indígenas Mediante Inteligencia Artificial”, compartiendo sus conocimientos y experiencias sobre el uso de la tecnología para preservar idiomas originarios.
Más allá de ese proyecto, Salas Cabrera ha desarrollado iniciativas tecnológicas en el área de la salud pública. Fue creadora y diseñadora de sistemas informáticos enfocados en la prevención del suicidio ya que ella padece de depresión y Autismo nivel 1  (anteriormente Síndrome de Asperger) y en el análisis de datos de leucemia, aplicando técnicas de inteligencia artificial para abordar estos problemas de salud. Su versatilidad profesional la ha llevado a desempeñarse también como mentora y divulgadora en diversas organizaciones científicas. Ha colaborado orientando a jóvenes en programas como OpenScienceLabs, Femiciencia Latam e incluso en la NASA (a través del desafío internacional Space Apps), compartiendo su experiencia para motivar la participación de mujeres e indígenas en carreras STEM. Asimismo, fue admitida como miembro afiliado de la Organización para las Mujeres en Ciencia para el Mundo en Desarrollo (OWSD) de la UNESCO, siendo destacada como la primera mujer indígena en el área de tecnologías de la información dentro de dicha red internacional.

## Premios y reconocimientos
- Incluida en Forbes (2025) entre las 100 Mujeres más poderosas de México.[16]
- Incluida en BBC 100 Women (2024) – Seleccionada por la BBC de Londres entre las 100 mujeres más inspiradoras e influyentes del mundo, por su impacto en la ciencia de datos y la preservación de lenguas indígenas.[17]
- Top 100 Mujeres Líderes de México (2024) – Incluida entre las 100 mujeres líderes más destacadas de México en el ámbito STEM, como modelo de inspiración y superación para mujeres en ciencia y tecnología.[18]
- Lista ALPFA Latina Rising Stars in STEM (2024) – Reconocida como “estrella latina emergente” en STEM por la Association of Latino Professionals For America, destacando su trayectoria como mujer latina en tecnología.[19]
- Premio Nacional a la Promoción de los Derechos de las Mujeres Indígenas “Martha Sánchez Néstor” (2024) – Otorgado por el INPI y el Inmujeres en el marco del Día Internacional de la Mujer Indígena, reconociendo su labor en inspirar a mujeres indígenas en STEAM y por la incorporación del náhuatl en plataformas digitales.[20]
- Presea Nacional al Mérito de las Universitarias STEM del Subsistema Tecnológico (2024) – Distinción nacional por parte del subsistema de universidades tecnológicas y politécnicas de México, reconociendo su excelencia académica y contribuciones en el área de tecnología.[21]
- Globant Awards – Women That Build (2023) – Nominada en la categoría Mujer STEM de la 4ª edición de estos premios internacionales, que reconocen a mujeres por sus aportes en tecnología e innovación.[22]
- Mentora del Año (2021) – Galardonada como la mejor mentora del año por el programa Mujeres Líderes en STEM, en reconocimiento a su labor guiando e inspirando a niñas y jóvenes en carreras científico-tecnológicas.[23]
- Primera mujer indígena en áreas de tecnologías en la Organización para las Mujeres en Ciencia para el Mundo en Desarrollo-UNESCO.[24]
- Ganadora Del Premio Estatal de la Juventud del Estado de Hidalgo en la categoría inclusión y discapacidad.[25]
- Doctor Honoris Causa por El Consejo del “CLAUSTRO DOCTORAL HONORIS CAUSA” A.C.[26]

## Legado e impacto
Gabriela Salas Cabrera se ha convertido en un referente para las mujeres indígenas en la ciencia y la ingeniería. Proveniente de una comunidad marginada, logró romper barreras sociales y culturales para ingresar en campos tradicionalmente dominados por hombres. Ella misma ha manifestado el orgullo por sus raíces y la importancia de abrir camino a otras: “no puedo cambiar mi origen, no puedo cambiar mi color, pero sí puedo ser la primera”, afirmó al recibir un reconocimiento, subrayando su voluntad de ser pionera para su pueblo. Su historia de vida ha sido citada como ejemplo del valor de la educación en el empoderamiento de las niñas indígenas y Salas enfatiza que “es importante que las niñas estudien para que sean más libres”, evidenciando cómo el acceso a la enseñanza científica puede traducirse en mayor libertad y oportunidades.
En cuanto a su labor social, Salas Cabrera trabaja activamente para que más mujeres y comunidades originarias se involucren en la tecnología. Fundó el programa “El futuro es brillante porque las niñas son brillantes”, una iniciativa que provee equipos de cómputo, material educativo y mentoría a niñas de escasos recursos, con el fin de fomentar su interés por las carreras STEM desde temprana edad. Asimismo, continúa impulsando la preservación de las lenguas indígenas a través de la innovación: recientemente colabora con modelos de inteligencia artificial como ChatGPT para rescatar idiomas originarios en peligro de extinción en México. Entre sus metas a futuro, ha expresado su deseo de crear un centro de recuperación de lenguas indígenas, donde se puedan documentar y revitalizar no solo el náhuatl sino también otras lenguas como el maya, zapoteco o mixteco, integrando estas culturas al mundo digital contemporáneo.